# St-Spire (Corbeil-Essonnes)

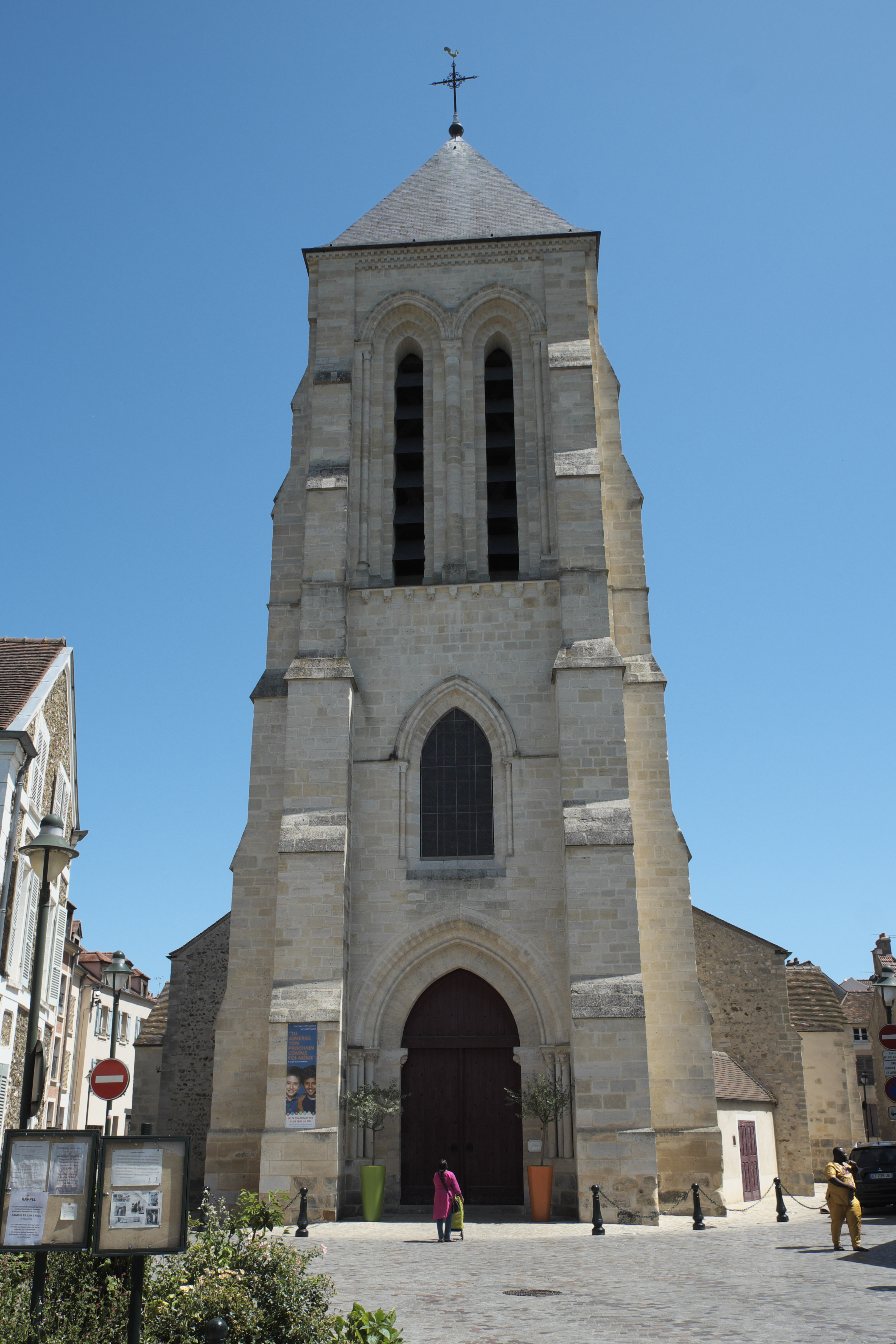
Kathedrale Saint-Spire, Glockenturm an der Westfassade

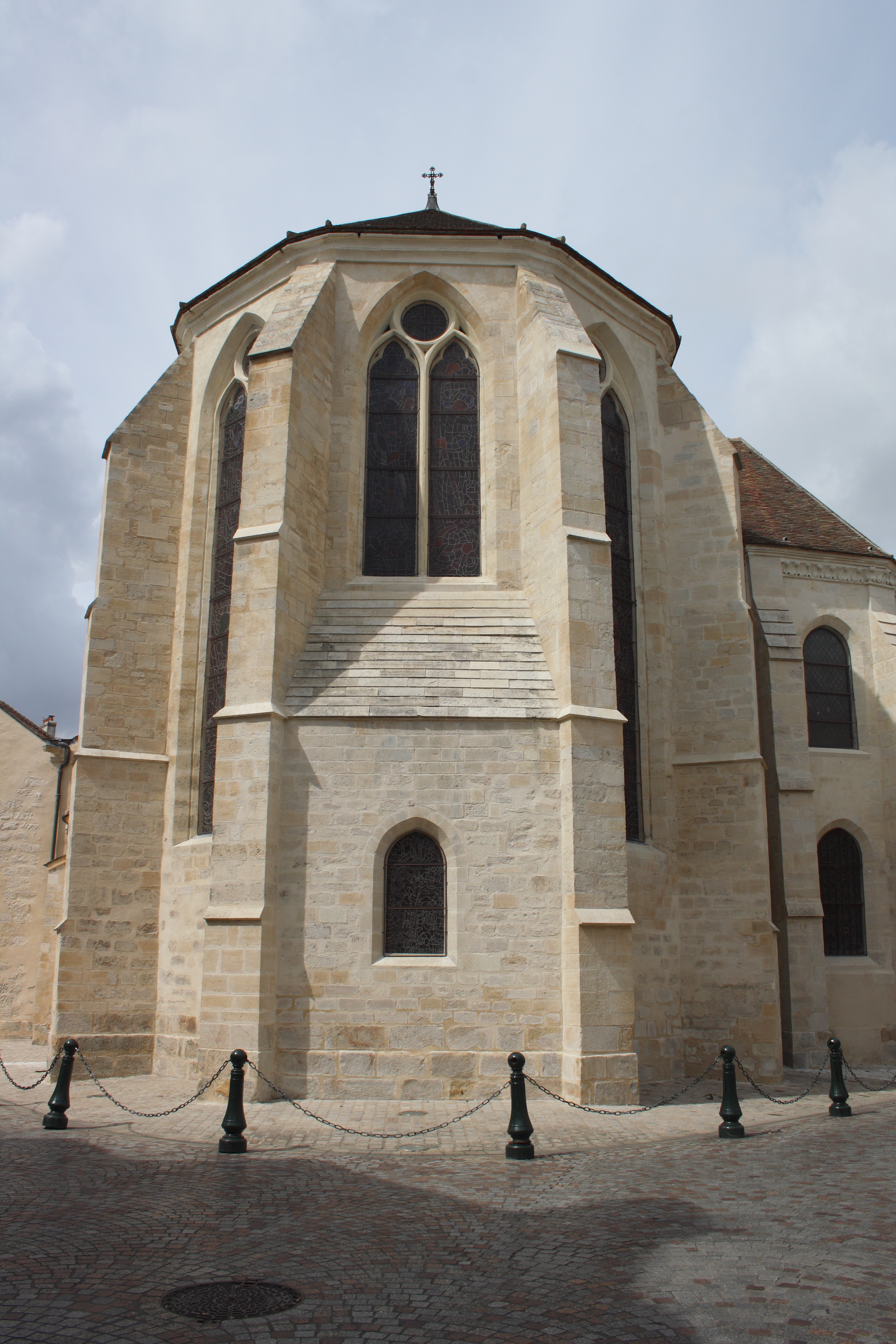
Apsis

Die katholische Pfarrkirche Saint-Spire in Corbeil-Essonnes, einer Stadt im Département Essonne in der französischen Region Île-de-France, geht auf eine Kollegiatkirche aus dem 10. Jahrhundert zurück. Die heutige Kirche wurde ab dem 12. Jahrhundert errichtet und 1437 geweiht. Nach der Gründung der Diözese Évry-Corbeil-Essonnes im Jahr 1966 wurde die Kirche zur Kathedrale erhoben. Seit der Einweihung der neuen Kathedrale von Évry im Jahr 1996 ist Saint-Spire Konkathedrale des Bistums. Die Kirche gehört zu den Bauwerken, die bereits im Jahr 1840 als Monument historique in die Liste der Baudenkmäler (Base Mérimée) in Frankreich aufgenommen wurden.

## Geschichte
Der Bau der Kirche Saint-Spire wird auf den Grafen Haymon zurückgeführt, der die Kirche im Jahr 950 errichten ließ, um dort die Reliquien des heiligen Exuperius (Spire), des ersten Bischofs von Bayeux, unterzubringen. Die Kirche war zunächst den Zwölf Aposteln und dem heiligen Exuperius geweiht. Im Jahr 1019 wurde die erste Kirche durch einen Brand zerstört, 1070 wurde die Kirche und die zu ihr gehörenden Kanonikerhäuser mit einer Mauer umgeben. Nach zwei weiteren Bränden in der ersten Hälfte des 12. Jahrhunderts wurde das heutige Gebäude errichtet, dessen Weihe im Jahr 1437 stattfand. Damals erhielt die Kirche ihr heutiges Patrozinium.
Während der Französischen Revolution wurde das Kollegiatstift aufgelöst und Saint-Spire wurde Pfarrkirche von Corbeil.

## Architektur

### Tor zum Stiftsbezirk

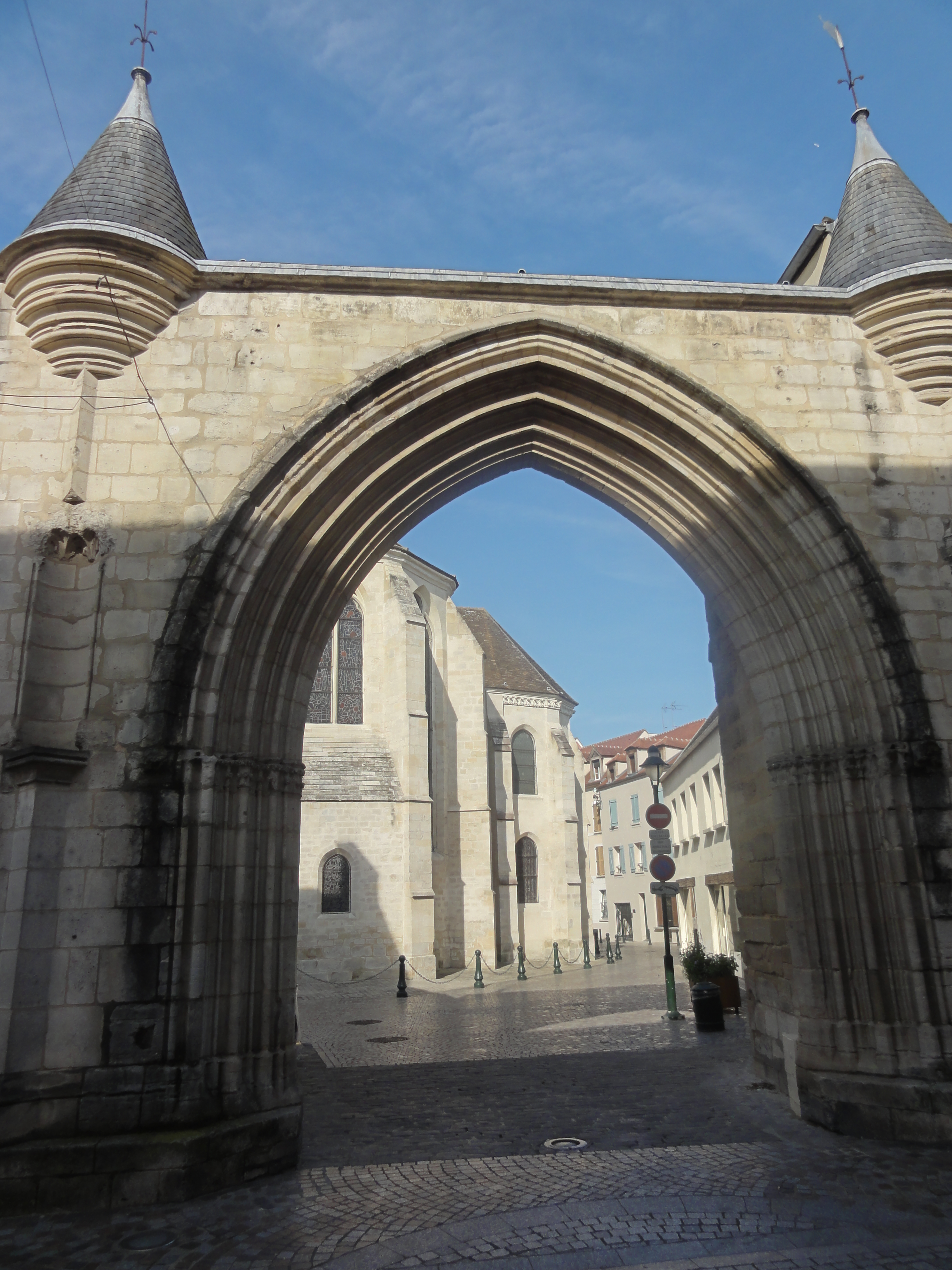
Tor zum Stiftbezirk

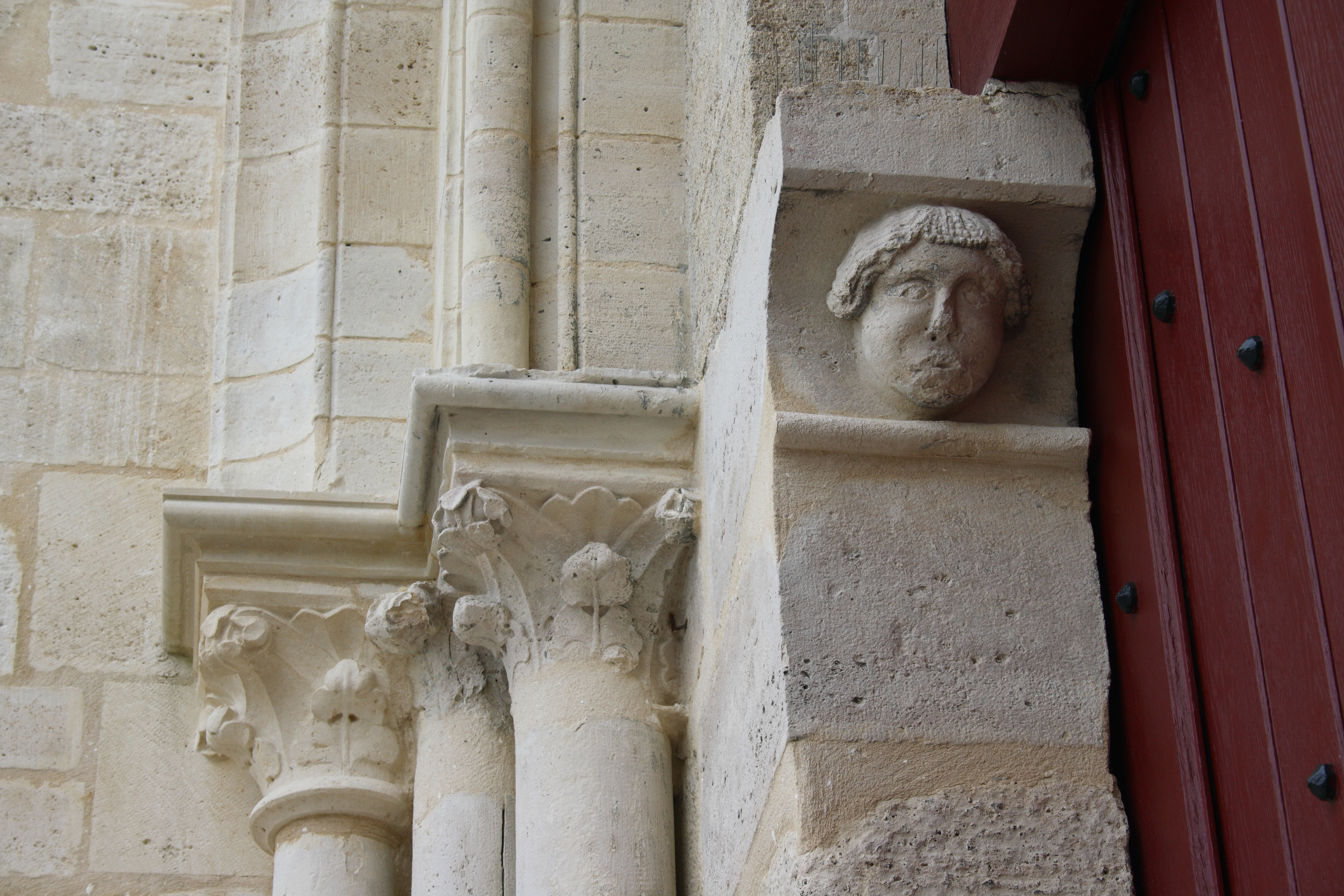
Westportal

Hinter der Apsis der Kirche ist das im 14. Jahrhundert errichtete monumentale Tor erhalten, das den Immunitätsbezirk des Stiftes  abgrenzte. Der spitzbogige Durchgang wird von zwei schlanken Türmen flankiert. In den beiden Nischen standen ursprünglich die Statuen des heiligen Exuperius und des heiligen Lupus (Loup), des dritten Bischofs von Bayeux, dessen Reliquien um das Jahr 1000 nach Corbeil gelangt waren.

### Glockenturm und Westportal
An der Westfassade erhebt sich der 35 Meter hohe, auf drei Seiten von mächtigen Strebepfeilern flankierte Glockenturm aus der ersten Hälfte des 13. Jahrhunderts, dessen unteres Geschoss als Eingangshalle dient. Die Säulen des Portals sind mit Blattkapitellen verziert. Zwei Konsolen sind als Köpfe gestaltet.

### Innenraum

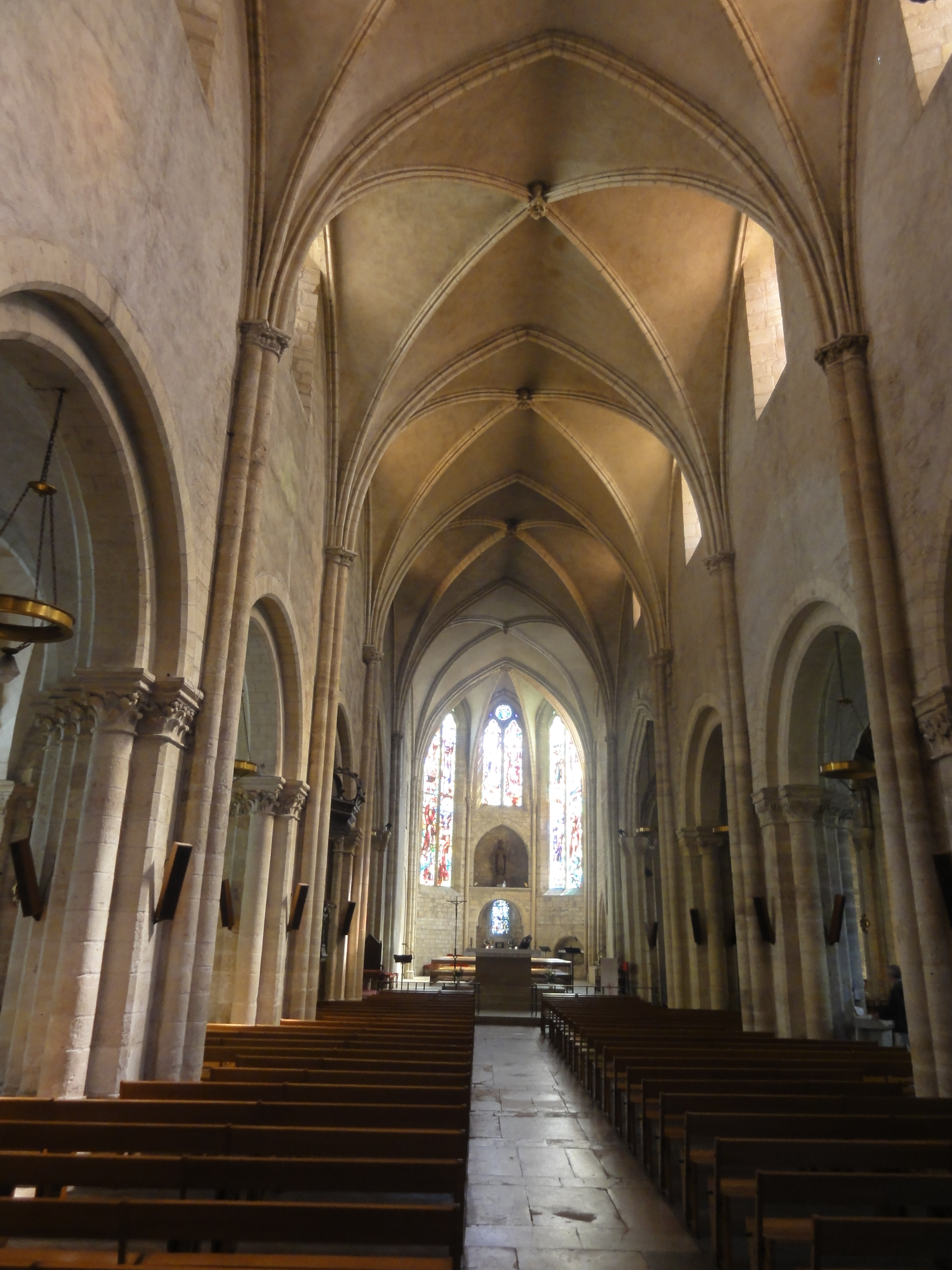
Kirchenschiff

Das dreischiffige Langhaus stammt aus der zweiten Hälfte des 12. Jahrhunderts. Es ist in vier Joche gegliedert, die auf Rundbogenarkaden über mächtigen Pfeilern aufliegen. Das Mittelschiff wurde im 14./15. Jahrhundert mit einem Kreuzrippengewölbe gedeckt. Die Schlusssteine sind mit Laubwerk und zwei Büsten skulptiert. Die Seitenschiffe besitzen Kreuzgratgewölbe.
Das nördliche Seitenschiff führt zu den beiden Räumen der Sakristei aus dem 13. Jahrhundert. Über der Tür zur Sakristei ist eine Wandmalerei erhalten, die in das 15. Jahrhundert datiert wird. Sie stellt die Unterweisung Mariens durch die heilige Anna dar.
Von der Sakristei führt eine Wendeltreppe zu zwei Kapellen, die ebenfalls aus dem 13. Jahrhundert stammen. Eine Kapelle diente als Kapitelsaal, die andere Kapelle, die sich zum Chor öffnet, war der königlichen Familie vorbehalten, die darin am Gottesdienst teilnahm.
Der Chor mit Fünfachtelschluss und hohen Lanzettfenstern wurde im 15. Jahrhundert im Stil der Flamboyant-Gotik errichtet. In zwei übereinanderliegenden Nischen in der Mitte der Apsiswand wird unten der Schrein mit den Reliquien des heiligen Exuperius aufbewahrt, in der Nische darüber steht eine Holzskulptur des Heiligen. Die beiden östlichen Pfeiler der Vierung weisen die ältesten Kapitelle der Kirche auf. Sie sind mit einem Palmettenfries skulptiert und gehen auf das 11. Jahrhundert zurück.

## Bleiglasfenster

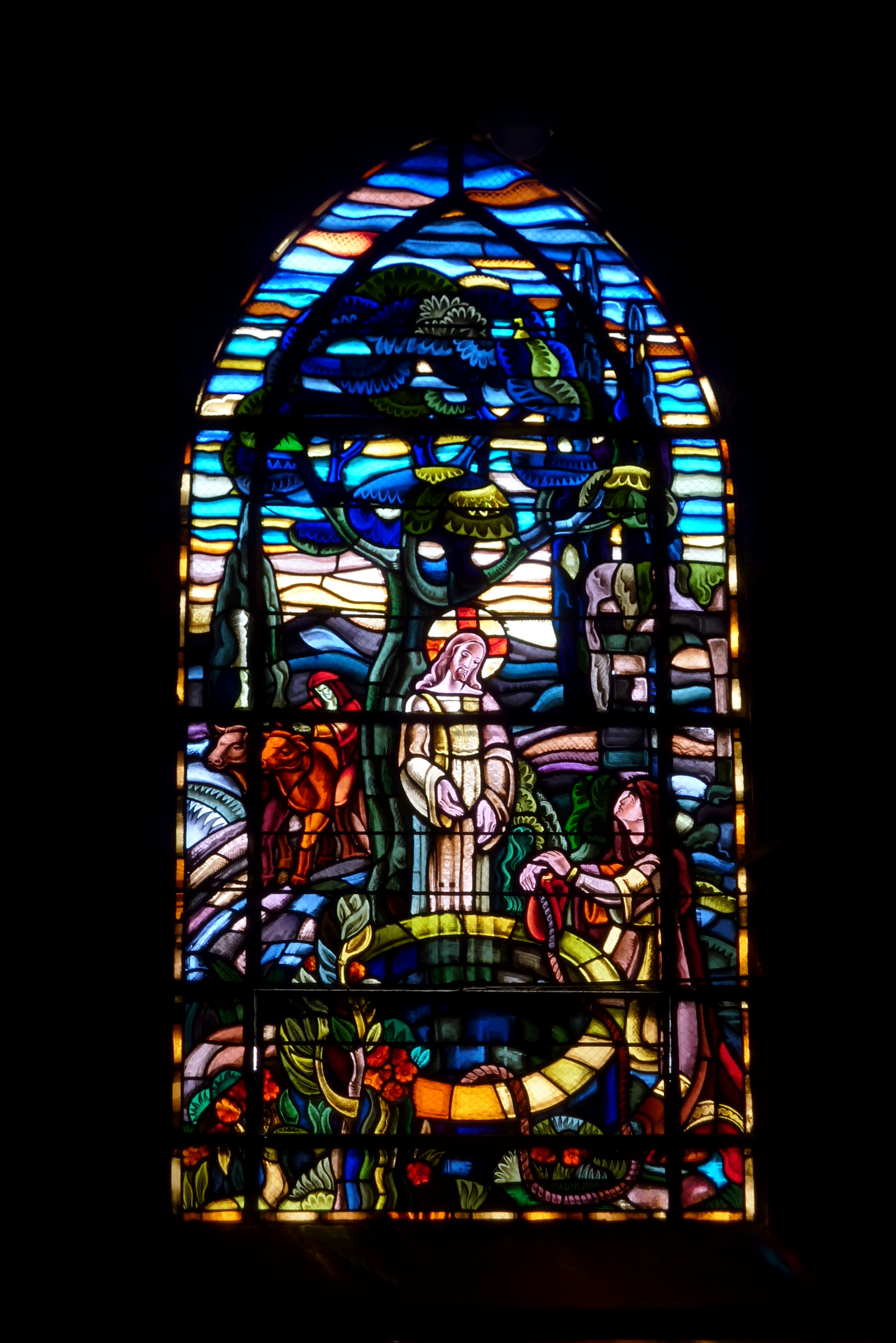
Begegnung Jesu mit der Samariterin

Die Bleiglasfenster wurden nach dem Zweiten Weltkrieg größtenteils von der Glasmalerei Mauméjean neu geschaffen. Die Darstellungen im Chor erinnern an die Schutzpatrone der ehemaligen Kirchen von Corbeil: Saint-Nicolas, Notre-Dame, Saint-Guénault, Saint-Jean-l'Aumônier, Saint-Jacques, Saint-Léonard, Saint-Jean-l'Ermitage. Ein Fenster ist dem französischen König Ludwig dem Heiligen gewidmet, der in Corbeil ein Schloss besaß. Das große seitliche Chorfenster stellt die Himmelfahrt Mariens dar.
Die Fenster des nördlichen Seitenschiffes haben Szenen aus dem Leben Jesu zum Thema: Jesus und die Ehebrecherin, das letzte Abendmahl, die Auferstehung Christi. Zwei Fenster erzählen die Geschichte der Reliquien des heiligen Exuperius, des Schutzpatrons der Kirche.
Auf den Fenstern des südlichen Seitenschiffs werden die Auferweckung des Jünglings von Naim und die Begegnung Jesu mit der Samariterin dargestellt. Ein Fenster der Marienkapelle hat die Verkündigung, die Heimsuchung, die Geburt Jesu und die Flucht nach Ägypten zum Thema. Das andere Fenster ist der Kindheit Jesu (Jesus als Sohn des Zimmermanns Josef und als Zwölfjähriger unter den Schriftgelehrten im Tempel), dem ersten Wunder Jesu bei der Hochzeit zu Kana und Maria, die unter dem Kreuz steht, gewidmet.

## Orgel

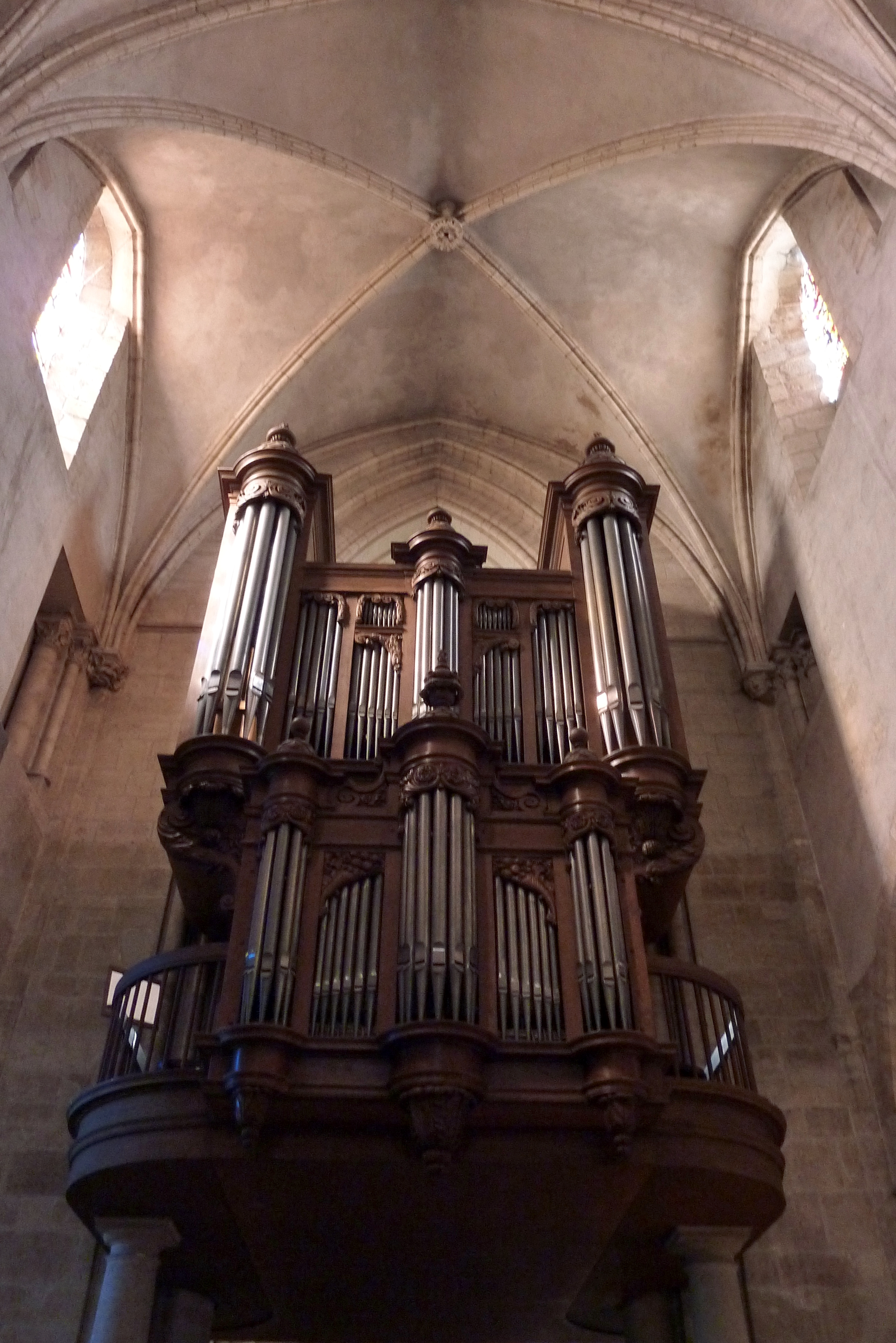
Orgel

Die heutige Orgel wurde 1984 eingeweiht. Der Orgelprospekt wurde 1657/60 geschaffen und 1930 zum  Monument historique erklärt.
| I Positif de Dos C–g3 |              |        |
| 1.                    | Bourdon      | 8′     |
| 2.                    | Prestant     | 4′     |
| 3.                    | Nasard       | 2 ⁄3′  |
| 4.                    | Quarte       | 2′     |
| 5.                    | Tierce       | 1 3⁄5′ |
| 6.                    | Larigot      | 1 ⁄3′  |
| 7.                    | Plein Jeu IV |        |
| 8.                    | Cromorne     | 8′     |

| II Grand Orgue C–g3 |              |     |
| 9.                  | Bourdon      | 16′ |
| 10.                 | Montre       | 8′  |
| 11.                 | Bourdon      | 8′  |
| 12.                 | Prestant     | 4′  |
| 13.                 | Flute        | 4′  |
| 14.                 | Doublette    | 2′  |
| 15.                 | Cornet V     |     |
| 16.                 | Plein Jeu IV |     |
| 17.                 | Cymbale III  |     |
| 18.                 | Trompette    | 8′  |
| 19.                 | Vox humaine  | 8′  |
| 20.                 | Clairon      | 4′  |

| III Récit g0–g3 |           |    |
| 21.             | Cornet V  | 8′ |
| 22.             | Trompette | 8′ |
| 23.             | Hautbois  | 8′ |

| IV Echo c1–g3 |          |    |
| 24.           | Cornet V | 8′ |

| Pedal C–f1 |           |     |
| 25.        | Soubbasse | 16′ |
| 26.        | Bourdon   | 8′  |
| 27.        | Flute     | 4′  |
| 28.        | Bombarde  | 16′ |

- Koppeln: II/I, I/P, II/P.

## Ausstattung

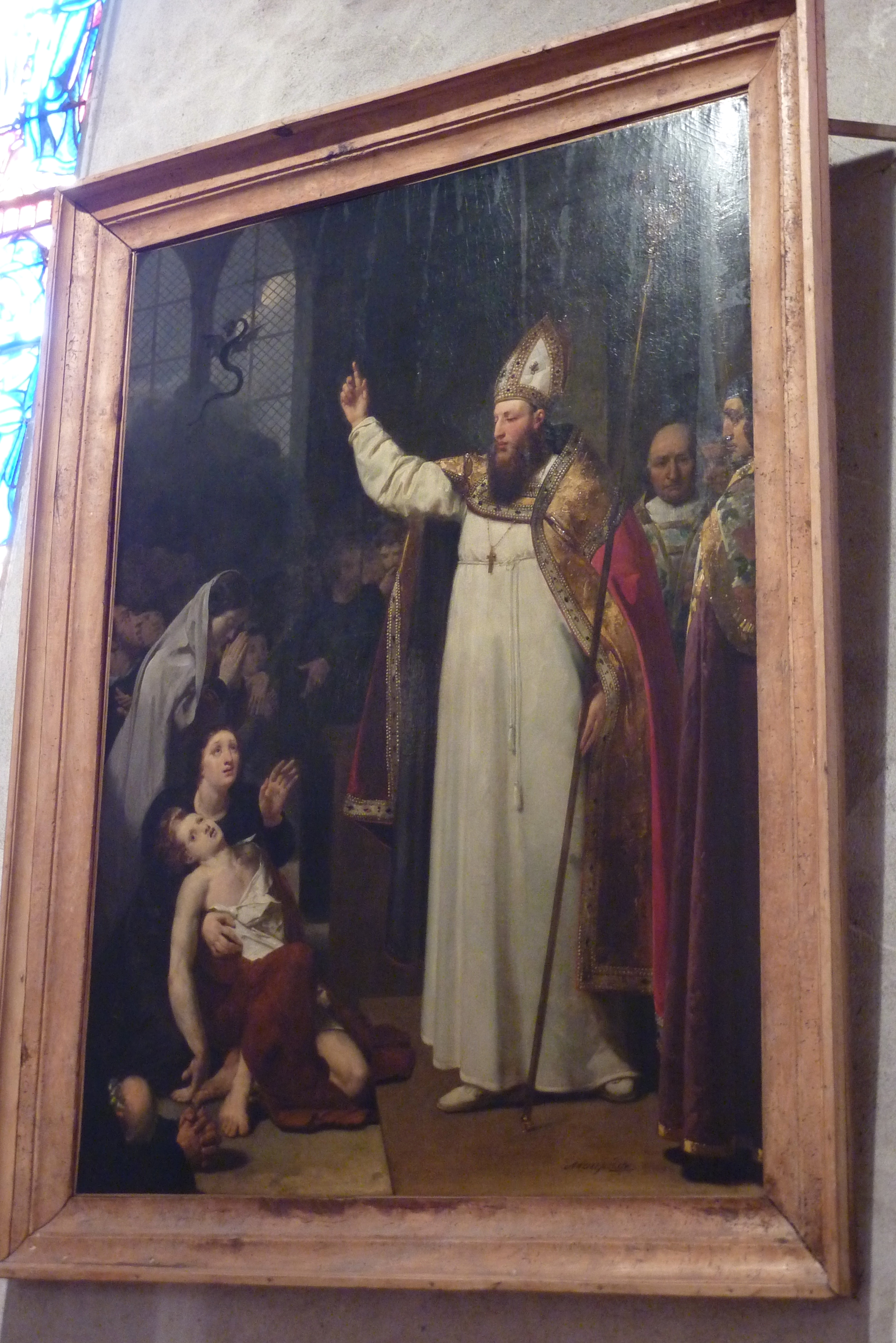
Teufelsaustreibung durch den heiligen Exuperius

- Der Taufstein aus schwarzem Marmor stammt aus dem 17. Jahrhundert.
- In einer Kapelle des südlichen Seitenschiffs befindet sich ein Gemälde von Jean-Baptiste Mauzaisse (1784–1844), eines aus Corbeil stammenden Malers. Es stellt den heiligen Exuperius bei einer Teufelsaustreibung dar.
- Die Kanzel, eine Arbeit aus dem 17. Jahrhundert, stammt aus dem Couvent des Récollets in Paris, das während der Französischen Revolution aufgelöst wurde.

## Grabmäler
- In einer Kapelle im südlichen Seitenschiff befindet sich die kniende Figur von Jacques Bourgoin, Gouverneur von Corbeil, der 1661 starb. Sein Grabmal war bis 1805 in der 1823 abgerissenen Kirche Notre-Dame in Corbeil untergebracht.[5]
- In einer Nische im Chor erinnert die Liegefigur des Grafen Haymon de Corbeil an den Gründer der Kollegiatkirche. Die etwas grob gearbeitete Skulptur stammt aus der ersten Hälfte des 14. Jahrhunderts. Zu Füßen des Grafen und auf seinem Schild ist ein Drache dargestellt.[6]

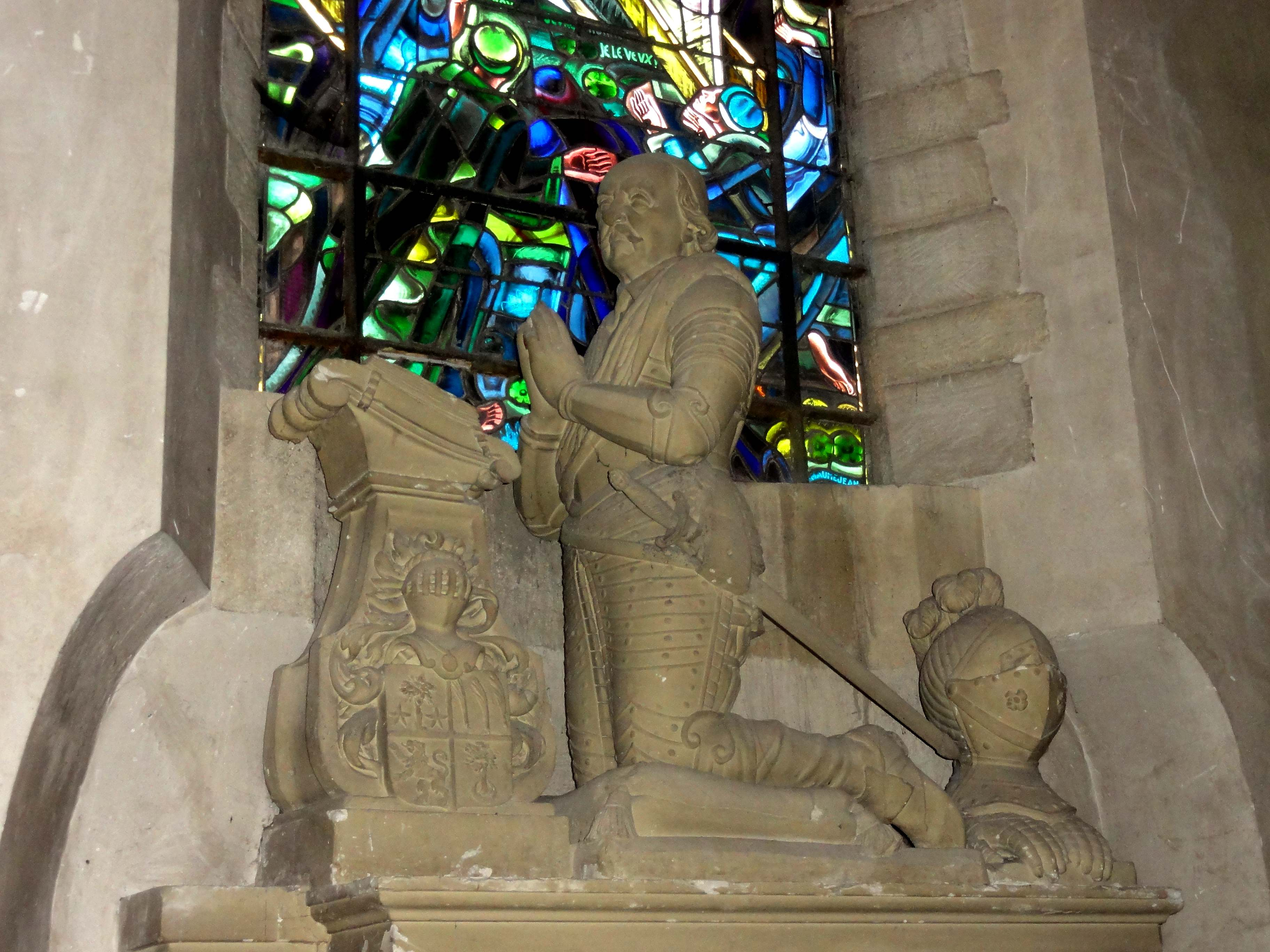
Grabmal von Jacques de Bourgoin
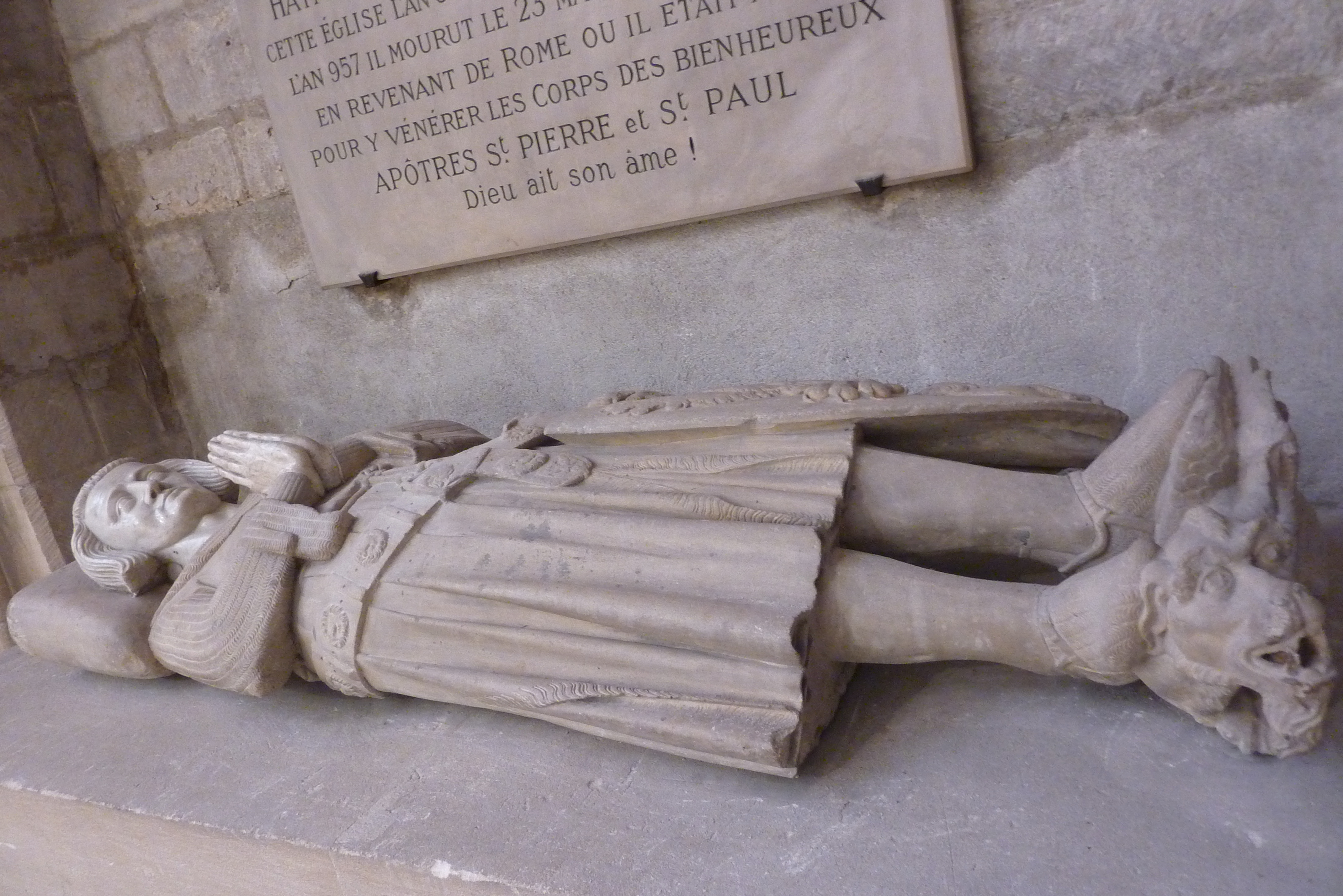
Liegefigur des Grafen Haymon aus dem 14. Jahrhundert